# Staszów (gemeente)
De gemeente Staszów is een stad- en landgemeente in het Poolse woiwodschap Święty Krzyż, in powiat Staszowski.
De zetel van de gemeente is in Staszów.
Op 30 juni 2004 telde de gemeente 26 669 inwoners.

## Oppervlakte gegevens
In 2002 bedroeg de totale oppervlakte van gemeente Staszów obejmuje obszar 225,86 km², waarvan:
- agrarisch gebied: 59%
- bossen: 34%

De gemeente beslaat 24,42% van de totale oppervlakte van de powiat.

## Demografie
Stand op 30 juni 2004:
| Omschrijving                   | Totaal | Totaal | Vrouwen | Vrouwen | Mannen | Mannen |
| ------------------------------ | ------ | ------ | ------- | ------- | ------ | ------ |
| eenheid                        | aantal | %      | aantal  | %       | aantal | %      |
| inwoners                       | 26 669 | 100    | 13 641  | 51,1    | 13 028 | 48,9   |
| bevolkingsdichtheid (inw./km²) | 118,1  | 118,1  | 60,4    | 60,4    | 57,7   | 57,7   |

In 2002 bedroeg het gemiddelde inkomen per inwoner 1234,86 zł.

## Plaatsen
- Czajków Północny
- Czajków Południowy
- Czernica
- Dobra
- Gaj Koniemłocki
- Grzybów
- Jasień
- Kopanina
- Koniemłoty
- Kurozwęki
- Krzywołęcz
- Krzczonowice
- Lenartowice
- Łaziska
- Łukawica
- Mostki
- Niemścice
- Oględów
- Poddębowiec
- Podmaleniec
- Ponik
- Sielec
- Smerdyna
- Stefanówek
- Sztombergi
- Wiązownica Duża
- Wiązownica-Kolonia
- Wiązownica Mała
- Wiśniowa
- Wiśniowa Poduchowna
- Wola Osowa
- Wola Wiśniowska
- Wólka Żabna
- Zagrody
- Ziemblice

## Aangrenzende gemeenten
Bogoria, Klimontów, Osiek, Raków, Rytwiany, Szydłów, Tuczępy